# Ardhendu Bhushan Bardhan
Ardhendu Bhushan Bardhan (ur. 25 września 1924 w Barisalu, zm. 2 stycznia 2016 w Delhi) – indyjski polityk komunistyczny, sekretarz generalny KPI (1996-2012).

## Życiorys
Studiował na uniwersytecie w Nagpurze, 1940 wstąpił do nielegalnej wówczas KPI, został przewodniczącym zrzeszenia studentów na uniwersytecie w Nagpurze. Pracował z robotnikami z różnych sektorów jak elektryczność, tekstylia, koleje, obrona itd. Startował w kilku kolejnych wyborach z Nagpur, jednak tylko w wyborach z 1957 został wybrany do Zgromadzenia Ustawodawczego Maharasztry jako niezależny kandydat. Od 1980 działał w Delhi, 1994 był sekretarzem generalnym związku zawodowego handlowców Indii. W 1995 został zastępcą sekretarza generalnego, a w 1996 sekretarzem generalnym KPI (do 2002). W 2007 poparł kandydaturę Pratibhy Patil na stanowisko prezydenta Indii.